# Jaysh ibn al-Samsama
Jaysh ibn al-Samsama (en árabe: جيش بن سمسمة‎, fallecido en 1000 o 1001), fue el gobernador (valí) fatimí de Damasco de 997 hasta 1000 o 1001.

## Biografía
Según Ibn al-Qalanisi, Jaysh ibn al-Samsama era de origen bereber, miembro de la tribu Kutama. Era gobernador de Trípoli y después fue nombrado gobernador de Damasco por el regente del Califato fatimí, Barjawan.
A través del apoyo de tropas de Samsama se pudo conquistar la ciudad de Tiro en 998, que previamente había sido sitiada por los comandantes fatimíes Abdallah al-Husayn ibn Nasr al-Dawla y Yaqut. El motivo de las acciones de los fatimís contra Tiro fue una revuelta por parte de la población contra el dominio del califa Al-Hákim bi-Amrillah y Barjawan, instigada por un marinero llamado 'Allaqa y apoyado por los bizantinos.
Casi al mismo tiempo, dux de Antioquía, Damián Dalaseno, sitió la ciudad de Apamea. El gobernador de la ciudad, al-Mala'iti, pidió ayuda a los fatimís. Samsama luego de aplastar la rebelión en Tiro, se dirigió con su ejército a Damasco, desde donde planeó el ataque a Damián. Primero plantó su campamento en Emesa (Homs) para trasladarse desde allí, junto con refuerzos de Trípoli, hacia Apamea.
Después de un éxito inicial, Damián fue repentinamente atacado y asesinado, después de lo cual el ejército bizantino huyó y fue perseguido por los musulmanes. En el valle de Ghab, entre el lago de Apamea y el río Orontes, estalló otra batalla, en la que perecieron cinco a diez mil bizantinos. Los dos hijos de Damián Dalaseno, Constantino y Teofilacto, fueron capturados por los musulmanes y vendidos a Samsama, quien los envió a El Cairo con otros prisioneros de guerra. Samsama permaneció en Apamea durante unas pocas semanas más antes de trasladarse a Damasco, devastando el campo en el camino y matando a un gran número de bizantinos cerca de Antioquía.
Sansama murió en 1000 o 1001 en Damasco.